# Финал чемпионата Европы по футболу 2020
Финал чемпионата Европы по футболу (англ. UEFA Euro 2020 Final) — футбольный матч, в котором определился победитель чемпионата Европы 2020 года. Он стал 16-м финалом в истории чемпионатов Европы, футбольного турнира, проводимого каждые четыре года среди национальных сборных, входящих в состав УЕФА. Матч прошёл 11 июля 2021 года в Лондоне на стадионе «Уэмбли». В нём встретились сборные Италии и Англии, победившие в полуфинальных матчах 6 и 7 июля 2021 года. В основное время матч завершился вничью со счётом 1:1, в дополнительное время победитель также не был определён. В серии послематчевых пенальти со счётом 3:2 победу одержала сборная Италии.
Первоначально матчи чемпионата Европы по футболу должны были пройти в 2020 году, но из-за пандемии COVID-19 турнир пришлось перенести на 2021 год.

## Стадион

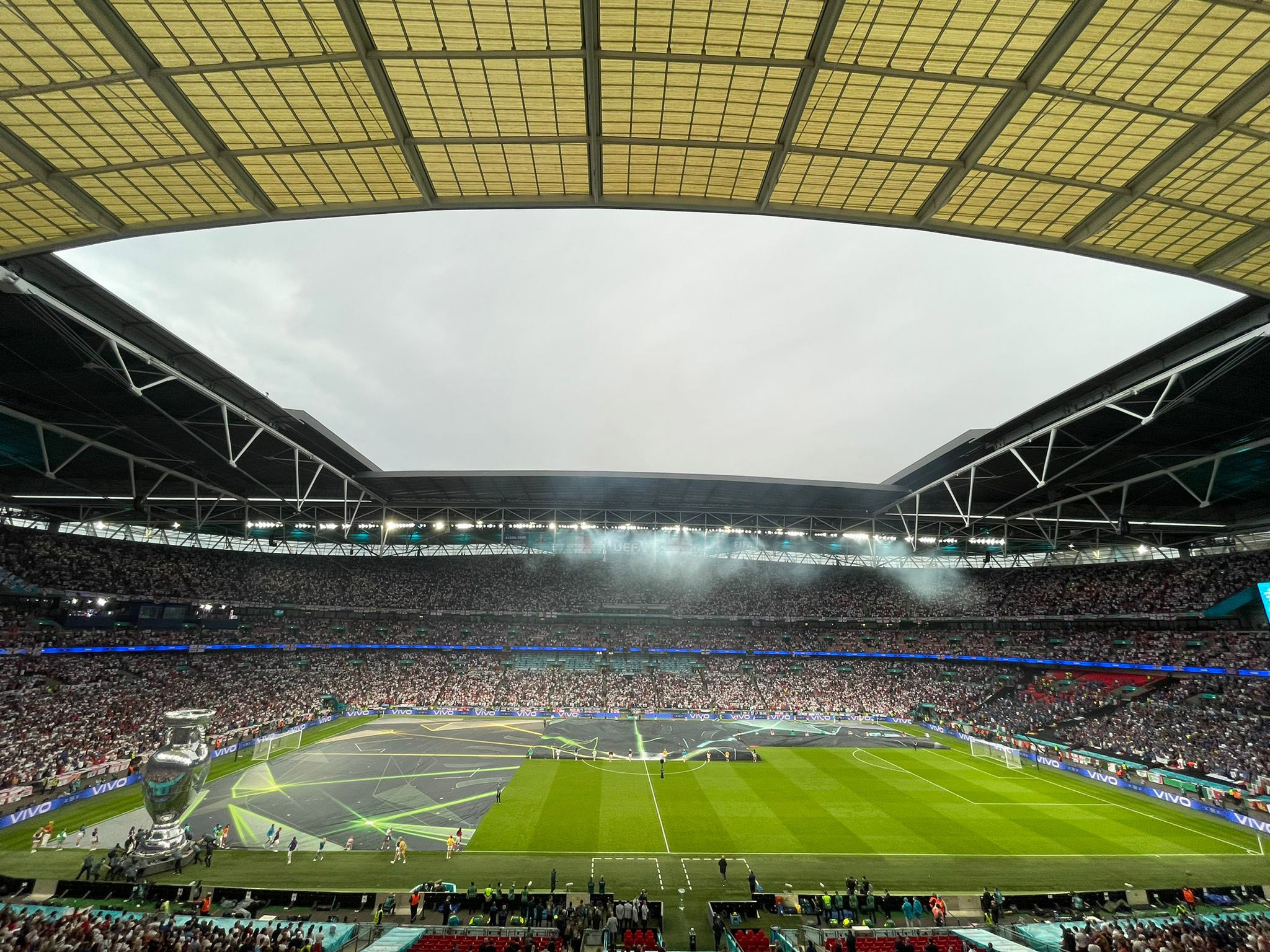
Интерьер стадиона «Уэмбли» в день матча

Финал состоялся на стадионе «Уэмбли» в Лондоне, расположенном в боро Брент. 6 декабря 2012 года УЕФА объявил, что чемпионат Европы 2020 года пройдёт сразу в нескольких городах Европы в честь 60-летия турнира, а команды-хозяева не получат автоматическую квалификацию. 19 сентября 2014 года исполнительный комитет УЕФА выбрал «Уэмбли» как стадион полуфиналов и финала турнира. «Уэмбли» был выбран в упрощённом порядке после того, как заявка стадиона «Альянц Арена» в Мюнхене была отозвана. После утверждения «Уэмбли» в качестве стадиона для полуфиналов и финала были отозваны его заявки на матчи группового этапа. 7 декабря 2017 года исполнительный комитет УЕФА убрал Брюссель из списка городов, принимающих матчи чемпионата Европы, из-за задержки со строительством «Евростадиона» (впоследствии строительство стадиона было отменено). Четыре матча (три в групповом этапе и один в рамках 1/8 финала), которые изначально планировалось провести в Брюсселе, были перенесены в Лондон, на «Уэмбли», после чего этот стадион стал запланированным местом проведения семи матчей чемпионата Европы 2020 года.
Стадион «Уэмбли» был открыт в 2007 году на месте старого «Уэмбли», демонтированного в 2003 году. Владельцем стадиона является Футбольная ассоциация Англии. «Уэмбли» является домашним стадионом национальной сборной Англии. Предшественник этого стадиона, старый «Уэмбли», также известный как «Эмпайр стэдиум», был открыт в 1923 году и принимал матчи чемпионата Европы 1996 года, включая финал, в котором встретились сборные Германии и Чехии. Также «Уэмбли» принимал все финалы Кубка Англии, начиная с «финала белой лошади» (за исключением периода с 2001 по 2006, когда старый «Уэмбли» уже был закрыт, а новый ещё не был построен).

## Путь к финалу
| Поз | Команда    | И | О |
| --- | ---------- | - | - |
| 1   | Италия (Х) | 3 | 9 |
| 2   | Уэльс      | 3 | 4 |
| 3   | Швейцария  | 3 | 4 |
| 4   | Турция     | 3 | 0 |

| Поз | Команда       | И | О |
| --- | ------------- | - | - |
| 1   | Англия (Х)    | 3 | 7 |
| 2   | Хорватия      | 3 | 4 |
| 3   | Чехия         | 3 | 4 |
| 4   | Шотландия (Х) | 3 | 1 |

## Матч

### Ход матча
Уже на второй минуте матча сборная Англии сумела открыть счёт — с передачи Кирана Триппьера отличился левый защитник Люк Шоу. Итальянцы имели несколько возможностей сравнять счёт, а англичане — удвоить преимущество, однако первый тайм завершился со счётом 1-0 в пользу английской сборной. 
Во втором тайме сборная Италии сумела сравнять счёт — после розыгрыша углового на 67-й минуте отличился Леонардо Бонуччи. 
Основное и дополнительное время матча завершились со счётом 1-1 и судьба финала решалась в серии послематчевых пенальти, где сильнее оказались игроки сборной Италии и одержали победу в серии со счётом 3-2. 
После матча игроки сборной Англии Маркус Рашфорд, Джейдон Санчо и Букайо Сака, не сумевшие реализовать свои удары, подвергнулись расистским оскорблениям в социальных сетях.

### Инциденты

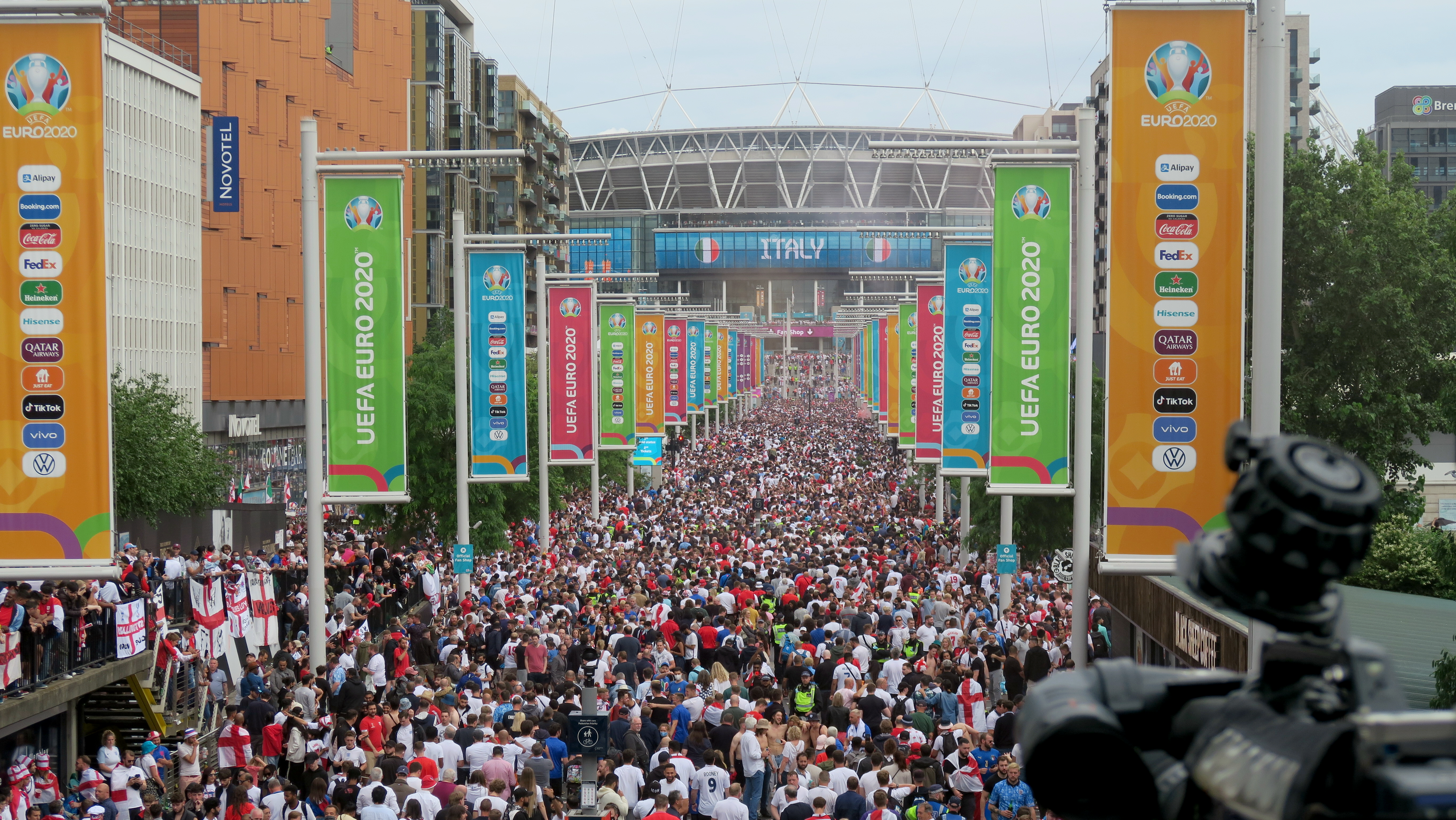
Болельщики неподалёку от стадиона «Уэмбли» перед финальным матчем.

Ещё до начала финального матча в СМИ появилась информация, что некоторые болельщики английской сборной пытались прорваться на «Уэмбли» без билетов, происходили столкновения фанатов со службой безопасности стадиона и полицией. В пресс-службе «Уэмбли» сначала заявили, что ни один «безбилетник» не попал на трибуны, но затем вынуждены были признать что «небольшой группе фанатов» всё же удалось проникнуть на стадион. Сообщалось также, что некоторые зрители, пришедшие на трибуны законным путём, не смогли сесть, так как их места были заняты и проходы между трибунами были заполнены болельщиками.
За несколько минут до старта матча некоторые английские болельщики также освистали гимн Италии, кроме того, во втором тайме на поле выбежал молодой человек.
После победы сборной Италии в серии послематчевых пенальти, появились сообщения о беспорядках на стадионе и около него, спровоцированных группой английских фанатов. В лондонской полиции заявили, что в результате беспорядков за различные правонарушения было задержано 49 человек, а 19 сотрудников правоохранительных органов получили различные повреждения.
В УЕФА резко осудили действия болельщиков, назвав их поведение неприемлемым. С аналогичным заявлением выступили и в Футбольной Ассоциации Англии (FA). Глава организации Марк Буллингхэм заверил, что «организация вместе с полицией рассмотрит все случаи незаконного попадания на стадион и сделает всё возможное, чтобы в будущем такого не повторилось».

### Отчёт о матче
| Италия                                                 | 1:1 (доп. вр.) | Англия                                    |
| ------------------------------------------------------ | -------------- | ----------------------------------------- |
| - Бонуччи 67′                                          | (отчёт)        | - Шоу 2′                                  |
| Пенальти                                               |                |                                           |
| - Берарди - Белотти - Бонуччи - Бернардески - Жоржиньо | 3:2            | - Кейн - Магуайр - Рашфорд - Санчо - Сака |

| Италия | Англия |

| Вр              | 21 | Джанлуиджи Доннарумма |       |      |
| Защ             | 2  | Джованни Ди Лоренцо   |       |      |
| Защ             | 19 | Леонардо Бонуччи      | 55'   |      |
| Защ             | 3  | Джорджо Кьеллини (к)  | 90+6' |      |
| Защ             | 13 | Эмерсон               |       | 118' |
| ПЗ              | 8  | Жоржиньо              | 114'  |      |
| ПЗ              | 18 | Николо Барелла        | 47'   | 54'  |
| ПЗ              | 6  | Марко Верратти        |       | 96'  |
| ПЗ              | 14 | Федерико Кьеза        |       | 86'  |
| ПЗ              | 10 | Лоренцо Инсинье       | 84'   | 91'  |
| Нап             | 17 | Чиро Иммобиле         |       | 54'  |
| Замены:         |    |                       |       |      |
| ПЗ              | 16 | Бриан Кристанте       |       | 54'  |
| Нап             | 11 | Доменико Берарди      |       | 54'  |
| ПЗ              | 20 | Федерико Бернардески  |       | 86'  |
| Нап             | 9  | Андреа Белотти        |       | 91'  |
| ПЗ              | 5  | Мануэль Локателли     |       | 96'  |
| Защ             | 24 | Алессандро Флоренци   |       | 118' |
| Главный тренер: |    |                       |       |      |
| Роберто Манчини |    |                       |       |      |

| Вр              | 1  | Джордан Пикфорд   |      |      |      |
| Защ             | 2  | Кайл Уокер        |      | 120' |      |
| Защ             | 5  | Джон Стоунз       |      |      |      |
| Защ             | 6  | Гарри Магуайр     | 106' |      |      |
| Защ             | 12 | Киран Триппьер    |      | 70'  |      |
| Защ             | 3  | Люк Шоу           |      |      |      |
| ПЗ              | 14 | Калвин Филлипс    |      |      |      |
| ПЗ              | 4  | Деклан Райс       |      | 74'  |      |
| ПЗ              | 19 | Мейсон Маунт      |      | 99'  |      |
| ПЗ              | 10 | Рахим Стерлинг    |      |      |      |
| Нап             | 9  | Гарри Кейн (к)    |      |      |      |
| Замены:         |    |                   |      |      |      |
| ПЗ              | 25 | Букайо Сака       |      | 70'  |      |
| ПЗ              | 8  | Джордан Хендерсон |      | 74'  | 120' |
| ПЗ              | 7  | Джек Грилиш       |      | 99'  |      |
| Нап             | 11 | Маркус Рашфорд    |      |      | 120' |
| ПЗ              | 17 | Джейдон Санчо     |      | 120' |      |
| Главный тренер: |    |                   |      |      |      |
| Гарет Саутгейт  |    |                   |      |      |      |

| Игрок матча: Леонардо Бонуччи (Италия) Помощники главного судьи: Сандер ван Рукел (Нидерланды) Эрвин Зейнстра (Нидерланды) Четвёртый судья: Карлос дель Серро Гранде (Испания) Резервный помощник судьи: Хуан Карлос Юсте Хименес (Испания) Видеоассистент (VAR): Бастиан Данкерт (Германия) Помощник видеоассистента: Пол ван Букел (Нидерланды) Кристиан Гиттельманн (Германия) Марко Фриц (Германия) | Регламент матча: - 90 минут основного времени. - 30 минут дополнительного времени в случае необходимости. - Послематчевые пенальти в случае необходимости. - Максимальное количество запасных — 12. - Максимальное количество замен — пять, в дополнительное время разрешается шестая замена. |